# Nyctimystes kuduki
Nyctimystes kuduki  es una rana de árbol de la familia Pelodryadidae de Papúa Nueva Guinea.  Vive en selvas tropicales de baja montaña.
El macho adulto mide 5.8 a 6.1 cm de largo, que es grande para ranas Nyctimystes.  Tiene venas amarillas o doradas en sus  párpados inferiores. Tiene oídos muy pequeñas para una rana Nyctimystes. Tiene ojos muy grandes, de color marrón oscuro. Tiene dos grandes grupos de dientes vomerinos en la mandíbula superior. Esta rana tiene piel marrón oscura y marrón claro. Algunas partes de sus patas son amarillas. El vientre es blanco opaco. Tiene manchas blancas en el dorso y los párpados.
El macho se posa en una hoja sobre un arroyo de curso rápido y canta para atraer a las hembras para aparearse.
Los científicos nombraron a esta rana en honor a Max Kuduk, que trabajó para World Wide Fund for Nature.